# Julio Illanes
Julio Víctor Illanes (Villa Unión, Provincia de La Rioja, Argentina, 25 de octubre de 1991) es un futbolista argentino. Juega como volante por derecha y su primer equipo fue Ferro. Actualmente milita en Racing de Córdoba del Torneo Federal A.

## Clubes
| Club               | País      | Año       | PJ | G |
| ------------------ | --------- | --------- | -- | - |
| Ferro              | Argentina | 2012-2014 | 28 | 0 |
| Juventud Unida (G) | Argentina | 2014-2017 | 47 | 3 |
| Atlético Paraná    | Argentina | 2017-2018 | 13 | 0 |
| Racing de Córdoba  | Argentina | 2018-?    |    |   |